# Ourika (Fluss)
Der ca. 100 km lange und zeitweise im Unterlauf trockenfallende Oued Ourika (arabisch نهر أوريكا) ist ein wichtiger Fluss in der Region Marrakesch-Safi im Süden Marokkos.

## Geographie
Der Oued Ourika entspringt in jahreszeitlich wechselnder Höhe im Hohen Atlas an der Nordflanke des 4167 m hohen Jbel Toubkal ca. 30 km (Luftlinie) südwestlich des Bergdorfs Setti Fatma. Er fließt zunächst in nordöstliche, später dann in nördliche Richtungen und mündet schließlich etwa 12 km nordöstlich von Marrakesch in den Oued Tensift.

## Hydrometrie
Die Abflussmenge des Oued Ourika wurde an der Station Aghbalou über die Jahre 1969 bis 1996 in m³/s gemessen.
Am 17. August 1995 kam es am Ourika nach heftigen Niederschlägen zu einer verheerenden Überschwemmung. Es wurden dabei Abflussmengen von über 1000 m³/s gemessen. Es kamen 730 Menschen ums Leben.

## Nutzung
Der Oued Ourika bewässerte der Anbauflächen entlang seiner Ufer. Seit der Verlegung von Kunststoffrohren um die Jahrtausendwende spielt die Wasserversorgung der Anwohner keine Rolle mehr; manchmal wird noch Vieh getränkt.

## Orte am Fluss
- Anemiter
- Setti Fatma

## Sehenswürdigkeiten
Die Berglandschaft am Oberlauf des Oued Ourika bietet viele reizvolle Aspekte. Bergwanderungen oder mehrtägige Trecking-Touren sind möglich; auch Kanu-Touren werden angeboten. Am Mittellauf liegt die verlassene Stadt Aghmat.